# Krchleby (district de Nymburk)
Pour les articles homonymes, voir Krchleby.
Krchleby (en allemand : Kirchleb) est une commune du district de Nymburk, dans la région de Bohême-Centrale, en République tchèque. Sa population s'élevait à 734 habitants en 2020.

## Géographie
Krchleby se trouve à 6 km au nord de Nymburk et à 46 km au nord-est de Prague.
La commune est limitée par Jizbice au nord-ouest, par Loučeň au nord, par Jíkev au nord-est, par Bobnice au sud-est, par Všechlapy et Dvory au sud, et par Čilec et Straky à l'ouest.

## Histoire
La première mention écrite de la localité date de 1323.

## Transports
Par la route, Krchleby se trouve à 6,5 km de Nymburk et à 57 km de Prague.